# The Hellacopters
The Hellacopters és un grup de rock de garatge i rock dur suec, format el 1994 per Nicke Andersson (veus i guitarra), Andreas Tyrone «Dregen» Svensson (guitarra), Kenny Håkansson (baix) i Robert Eriksson (bateria). Es van dissoldre el 2008, per reunir-se vuit anys més tard l'any 2016.

## Biografia

### Formació i començaments
The Hellacopters, format en els seus inicis per Nick Royale, aleshores bateria de Entombed, i tres dels seus antics roadies, Kenny Håkansson, Robert Eriksson i Dregen, actual guitarrista de Backyard Babies, es van reunir per enregistrar un senzill de tres talls, Killing Alan, amb el segell Psychout. Un exemplar del disc pot arribar actualment als 130 euros. Més tard van signar un contracte amb el segell White Jazz amb el qual van treure el seu àlbum debut, Supershitty To The Max (1996), premiat amb un Grammy suec al millor àlbum de rock dur, i que va ser enregistrat en tan sols 26 hores als estudis Sunlight d'Estocolm.
Van promocionar-lo amb gires per tot Europa i l'any 1997 Babaua Fett es va sumar al teclat i van enregistrar el seu segon disc d'estudi, Payin' the Dues. Aquest disc els va portar al capdavant de les bandes que van donar origen a l'ona de rock escandinava de la dècada dels 90, al costat de grups com Backyard Babies, Gluecifer, Turbonegro o The Flaming Sideburns. La següent gira incloïa una sèrie de concerts per Escandinàvia al costat de Kiss, grup molt influent per al llavors jove Nick Royale.
L'any següent el guitarrista Dregen, que ja no podia combinar el seu temps entre The Hellacopters i Backyard Babies, va abandonar la banda, mentre els quatre membres restants es dirigien a Suècia per dedicar tota la seva atenció al tercer àlbum d'estudi, un disc que finalment apareix amb el títol Grande Rock. Mentrestant, la banda va decidir portar el seu rock'n'roll als Estats Units, Austràlia i Japó, coincidint amb el llançament a Amèrica de Supershitty To The Max! amb el segell Man's Ruin. Durant la gira, el grup va comptar amb guitarristes temporals, primerament amb Danne Andersson i més tard amb Mattias Hellberg.
Va ser al començament del 99 quan Robert Dahlqvist va entrar al grup substituint a Dregen de forma permanent durant una gira mundial que va ser prèvia al llançament al juny de Grande Rock, amb el segell discogràfic White Jazz a Europa, a més del llançament a la tardor de Grande Rock i Payin' The Dues amb el segell Sub Pop, als Estats Units.
Després de l'èxit d'afluència de públic que al març van omplir tots els seus concerts, els cada vegada més famosos The Hellacopters van entrar als estudis Polar d'Estocolm per començar les sessions de l'àlbum High Visibility, el seu primer llançament amb una gran discogràfica després de signar amb Universal, i un disc en el qual el seu estil i so característics arriben a un grau de desenvolupament més important.
Tres anys més tard, el 2002, van treure a la llum un altre disc molt ben rebut per la crítica i públic, en el qual la seva evolució continuava dins el camp d'un rock més clàssic, amb atenció tant a les melodies com als arranjaments i bases rítmiques; l'àlbum es va titular By the Grace of God.
El 2005 van treure el disc Rock and Roll is Dead.

### Separació
El 13 d'octubre 2007 van comentar la seva intenció de separar-se, no sense abans publicar un darrer disc i realitzar una gira per Europa. Així, a mitjan abril del 2008 van treure Head Off, i van realitzar una gira de comiat al setembre i octubre. Els últims quatre concerts es van celebrar el 25 i 26 d'octubre del 2008 a la sala Debaser Medis d'Estocolm, i van ser retransmesos en directe en alta definició a través de la seva pàgina de Myspace.
Després d'una aturada de vuit anys, The Hellacopters es van reunir el 2016 amb la formació original de Nicke Andersson (veu i guitarra), Dregen, (guitarra), Kenny Håkansson (baix), Babaua Fett (òrgan) i Robban Eriksson (bateria), per a un únic concert que celebrava els 20 anys del seu debut. El que se suposava que havia de ser un simple concert, a l'estiu de 2017, Sami Yaffa d'Hanoi Rocks va entrar com a baixista i van actuar en alguns dels festivals claus d'Europa i Escandinàvia.

## Influències
Una influència fonamental per al grup és el proto-punk de MC5 o The Stooges, KISS, a més del rock clàssic de Rolling Stones o The Faces; altres bandes que suposen una referència en la seva música són Lynyrd Skynyrd, AC/DC o fins i tot Guns n' Roses, els «clàssics» del hard rock.
Es pot apreciar una clara evolució en la música de la banda; els seus primers discos es movien cap a un estil de rock molt més brut i sorollós, proper al Punk rock; en successius lliuraments van anar avançant gradualment cap a un estil més clàssic, on es feia més palpable la influència de bandes com Rolling Stones, amb aproximacions al Boogie-rock en alguns moments; aquesta influència es fa palesa tant en les guitarres rítmiques o en els arranjaments de piano, com en l'estètica de la banda, on té cabuda un toc «retro» que s'aprecia en el seu «marxandatge» o en les portades dels seus àlbums, sense oblidar la influència del Hard rock a l'estil d'AC/DC o Guns n' Roses que imprimeix el grup als seus temes; tot això contribueix a definir l'estil de la formació. Fins i tot s'atreveixen a versionar el Big Guns del mestre del blues-rock irlandès Rory Gallagher.

## Discografia

### Àlbums d'estudi
- Supershitty to the Max! (1996)
- Payin' the Dues (1997)
- Grande Rock (1999)
- High Visibility (2000)
- By the Grace of God (2002)
- Rock & Roll Is Dead (2005)
- Head Off (2008)
- Eyes of Oblivion (2022)
- Overdriver (2025)[12]

### Compilacions
- Cream Of The Crap vol. 1 (2002)
- Hellacopters 12" (2002)
- Cream Of The Crap vol. 2 (2004)
- Air Raid Serenades (Sus "best of") (2006)

### DVD
- Goodnight Cleveland (2003)